# 丹尼斯·基里耶夫
丹尼斯·鮑里索維奇·基列耶夫（烏克蘭語：Денис Борисович Кірєєв，羅馬化：Denys Borysovych Kiryeyev，1977年1月1日—2022年3月5日），是一名烏克蘭銀行家，第一次2022年烏俄談判會議談判小組烏克蘭非官方成員。而基列耶夫真正的身份是烏克蘭國防部情報總局的情報人員，很可能是被乌克兰内部错误地认定为变节而遭到杀害。他的死亡被广泛认为是乌克兰情报部门之间协调失误所致。乌克兰国防部情报总局和泽连斯基后来确认，基里耶夫实际上没有变节的证据，被追认为国家英雄。

## 生平
基列耶夫是一名銀行市場專家，他還參與了私募股權基金和固定收益基金的管理工作。他擁有基輔工學院管理和市場營銷學位、荷蘭銀行學院資金管理和資本市場學位等。1998年，基列耶夫擔任交易員職務，之後擔任荷蘭合作銀行和歐洲復興開發銀行的財政部長和貨幣金融部主任；從2000年到2004年，基列耶夫曾在烏克蘭里昂信貸銀行、烏克蘭花旗銀行、烏克蘭ING銀行擔任管理職務；2006年至2012年是烏克蘭國家進出口銀行監事會成員；2006年至2008年，擔任供應鏈金融副總經理；2010年至2014年，他擔任烏克蘭國家儲蓄銀行董事會第一副主席。
基列耶夫與烏克蘭國家安全局局長伊萬·巴卡諾夫有著友好的關係，可以隨時隨地進入巴卡諾夫和烏克蘭國防部情報總局局長基里洛·布達諾夫的辦公室。基列耶夫也與烏克蘭前總統維克托·亞努科維奇時代的主要政治家克柳耶夫家族有密切的利益關係，而安德烈·克柳耶夫是前烏克蘭國家安全和國防委員會秘書。
他已婚，妻子是伊琳娜·基列耶娃（Ірина Кірєєва），他們有三個孩子。

## 間諜
早在2006年，已有烏克蘭媒體調查報導稱基列耶夫是俄羅斯安插的間諜，基列耶夫的行動化名是「好人」（Хороший）。基列耶夫每個月都會動身前往俄羅斯，自2006年以來，他向俄羅斯聯邦安全局洩露了有關為烏克蘭武裝部隊購買武器的數據，還有關於烏克蘭寡頭的致富計劃。記者曾在2020年7月向執法人員要求立案調查，但執法人員並未報告其結果。

### 在俄烏戰爭中的作用
2021年，乌克兰国防部情报总局局长布達諾夫找来基列耶夫，说服基列耶夫利用他的俄罗斯间谍身份和与俄政商名流的亲密关系反向渗透俄罗斯情报机构。2021年，俄羅斯以與白俄羅斯舉行「西方-2021演習」為幌子，開始向烏克蘭邊境撤軍時，烏克蘭情報機構決定利用基列耶夫獲取情報。安全部隊把基列耶夫帶到哈爾科夫，從那裏他與另一名情報官員一起到達俄羅斯，幾天後他返回並向烏克蘭國防部情報總局領導層報告。
基列耶夫曾警告烏克蘭領導人，俄羅斯計劃在2022年1月至2月入侵烏克蘭。2022年2月23日的下午，基列耶夫从俄情报机构那里带回了俄罗斯军队将在次日（即2月24日）全面入侵乌克兰这一重要情报，詳細告知軍方安東諾夫機場是首個被襲擊的主要地點，這情報為烏軍贏得寶貴的時間，使烏軍將一定數量的軍事人員和裝備轉移到安東諾夫機場，这为乌军赢得安东诺夫机场争夺战的胜利发挥了重要作用。
如果不是基列耶夫先生，基輔很可能已經淪陷。——烏克蘭國防部情報總局局長基里爾·布達諾夫少將，《華爾街日報》
2022年2月27日，儘管基列耶夫不是烏克蘭總統弗拉基米爾·澤連斯基所派遣，也沒有記錄在2022年俄烏和平談判小組的名單上，但基列耶夫仍出席了烏俄談判會議，並坐在烏克蘭成員一方。隨後，根據烏克蘭總統辦公室解釋說，在俄烏和平談判會議中，基列耶夫正在為烏克蘭國防部情報總局執行一項特殊任務，擔任「俄羅斯聯邦情緒問題」的顧問，與談判小組的工作無關，而根據布達諾夫的說法，基列耶夫的主要任務是拖延談判進程以爭取時間。然而，正是基列耶夫出席了这场会议，导致基列耶夫是乌克兰安插在俄罗斯的间谍的身份被俄方发现，几天后，他被杀害。

## 死亡
2022年3月5日，基列耶夫和他的保鏢驅車前往位於基輔市中心的烏克蘭國家安全局總部會見官員時，基列耶夫在距離目的地僅200米處被烏克蘭國家安全局反情報部門人員用一隊貨車包圍，接著他被轉移到一輛麵包車上，但麵包車沒有去烏克蘭國家安全局總部，而是去了幾個街區外。接著基列耶夫在車中被反情報部門人射殺，屍體丟到街外。
烏克蘭最高議會議員、前人民公僕黨成員亞歷山大·杜賓斯基首先發佈基列耶夫的死訊，並稱基里耶夫是克柳耶夫家族的人。據《烏克蘭真理報》報導，烏克蘭國家安全局指基列耶夫叛國罪罪證確鑿，證據包括電話交談錄音。有報導指基列耶夫被烏克蘭國家安全局拘留後被官員槍殺，但當時烏克蘭國家安全局否認與基列耶夫之死有關，指目前不知道誰和什麼情況下殺死基列耶夫。烏克蘭國防部情報總局於3月6日在Facebook向公眾披露，否認基列耶夫是叛國者，恰恰相反，基列耶夫事實上是烏克蘭的情報特務，在執行特殊任務其間遇害。情報總局表示基列耶夫是因公殉職，形容他們是英雄，為保衛烏克蘭而陣亡，情報總局並向遇難者家屬表示誠摯的哀悼。
在基列耶夫被法外處決之後，布達諾夫親自質問烏克蘭國家安全局局長伊萬·巴卡諾夫，要求解釋為何會發生此事，但巴卡諾夫無法回答。烏克蘭總統辦公室表示基列耶夫之死是在戰爭混亂中，兩個情報部門之間的「協調不力」導致烏克蘭國家安全局錯誤地判斷基列耶夫是叛徒，而犯下的毀滅性錯誤。但布達諾夫向媒體透露，他仍然懷疑這是不是一次意外，他認為烏克蘭內部有一定數量的人並不希望烏克蘭獲勝，通過消滅基列耶夫來削弱烏克蘭在這些談判中的地位。在基列耶夫遇害4個月後，烏克蘭總統澤倫斯基以伊萬·巴卡諾夫未能從國家安全局的隊伍中剷除克里姆林宮的同情者和叛徒為由解雇巴卡諾夫。 
基列耶夫以軍禮葬於基輔拜科夫公墓，旁邊是烏克蘭外交部長阿納托利·茲連科之墓。而基列耶夫墓碑沒有刻上出生和死亡日期。

### 調查
國家調查局負責與基列耶夫謀殺案有關的刑事調查。
據媒體報導，2023年2月27日，國家調查局調查出與俄羅斯入侵烏克蘭初期涉嫌與基列耶夫謀殺案相關的人。在調查謀殺案件的過程中，國家調查局詢問了20名證人，並進行了14項司法鑒定和一系列其他調查行動。
基列耶夫的妻子伊琳娜·基列耶娃表示：「一年前，在基輔市中心，在前往代表國家機構進行第二輪談判的路上，談判小組成員遭到謀殺。我不明白為什麼在過去的一年調查仍未結束，這些罪犯還未被懲罰。我不僅作為妻子不明白，作為烏克蘭公民也不明白這種情況。」基列耶娃形容她一生之中沒有遇到過比基列耶夫更愛國的人。

## 榮譽
烏克蘭總統弗拉基米爾·澤倫斯基追授了基列耶夫三級博格丹·赫梅爾尼茨基勳章，以表彰他「為保護國家主權和國家安全做出的傑出貢獻」。
- 三級博格丹·赫梅爾尼茨基勳章（追授）[22]